# Vuča
Vuča es un pueblo ubicado en el municipio de Berane, en Montenegro.

## Demografía
Hasta 2011 la población era de 5 habitantes, conformada por 28 viviendas.
| 170                                                              | 220 | 172 | 148 | 92 | 70 | 26 | 5 |
| (Fuente: Population statistics of Eastern Europe & former USSR.) |     |     |     |    |    |    |   |

| Etnicidad                                           | Número | Porcentaje |
| --------------------------------------------------- | ------ | ---------- |
| Serbios                                             | 22     | 84,61 %    |
| Montenegrinos                                       | 3      | 11,53 %    |
| Otros                                               | 1      | 3,85 %     |
| Fuente: Republic of Montenegro. Statistical Office. |        |            |